# 鄂霍次克海縱貫線
鄂霍次克海纵贯线（日语：／ Ohotsukukaijyuukansen */?）是沿北海道东北的鄂霍次克海沿岸，连接南稚内-网走的铁路计划。虽然该线有着鄂霍次克本线等名称，但最后并未实现。

## 概要
该计划目的在于连接鄂霍次克海沿岸断续铺设的各铁路线，形成直通网走 - 南稚内，全长约335 km的铁路线。在1980年代，废除特定地方交通線的过程中，为阻止铁路遭到废除，网走管内综合开发期成会对赤字地方线路的问题展开了构思，并向网走支厅就铁路连接钏路和宗谷方向的问题提出了呼吁。
在该计划诞生时，鄂霍次克海沿岸已经建设了以下线路。
- 天北線的一部分（南稚内站 - 濱頓别站）
- 興濱北線（濱頓别站 - 北見枝幸站）
- 興濱南線（雄武站 - 興部站）
- 名寄本線的一部分（興部站 - 中涌别站）
- 湧網線（中湧别站 - 網走站）

然而，由于各线路间的联通条件较差，导致了严重的亏损，甚至可能使之遭到废除。此时，距离完成连接网走和稚内仅剩興濱線的未成区间没有开通。为完成未成区间以实现鄂霍次克海一侧的铁路一体化，去处其间的换乘过程而改为直通运转，提高以海产品为中心的货物需求和以浮冰为中心的观光需求以达成经营改善，沿线自治体提出了作为国铁或以第三部门铁道的方式保留线路的计划。
1981年8月，沿线的宗谷、网走、上川管内的开发期成会之主要成员上京，对国铁、运输省和自民党展开了首次陈情活动，由纹别市市长金田武任会长一职。兴滨南线、兴滨北线沿线的4个町、作为期成会事务局所在地的纹别市和作为观察员的网走、宗谷宗谷支厅以及北海道厅共同参加了事务研究会。
1982年时，虽然作为计划第一阶段的兴滨线未成区间建设和将之转为第三部门运营预计每年将产生1.4亿日元的亏损，但由于其保留目的在于促进沿线开发和振兴，同时转为第三部门这一行为同样属于顺应国策，故预计会得到国家和北海道的支持。因此，期成会追加投入了转移支付金，并向国铁要求除雪工作和设立第三部门会社的出资。同年10月，期成会开行了直通网走 - 稚内，沿既存区间和未成区间（雄武 - 北见枝幸），全程共11小时的巴士试乘示威活动。然而，将兴滨线转为第三部门的方案最终于1984年12月失败，而兴滨南线和兴滨北线也决定于1985年废除。尽管本计划在后续依然也有继续进行相关讨论，然而最终未成区间再未复工，上述的5条线路也分别于1985年至1989年先后废除。
此外，也有看法认为钏网本线的网走 - 东钏路区间、根北線、標津線亦为该纵贯线的一部分。钏网本线联通了网走 - 斜里（现・知床斜里）的鄂霍次克海岸，而根北线也存在自斜里越过内陆的根北峠连接至标津线的根室标津的预定线。

## 关联项目
- 北海道旅客鐵道
- 日本国有铁道
- 美幸線
- 興濱南線
- 興濱北線
- 日本海縦貫線 - 另一由数条沿海岸線敷设的线路进行直通运转的案例
- 西木正明 - 在其小说《鄂霍次克特急》中，该线路作为“鄂霍次克本线”登场。